# Zwart-gouden tangare
De zwart-gouden tangare (Bangsia melanochlamys) is een zangvogel uit de familie Thraupidae (tangaren).

## Verspreiding en leefgebied
Deze soort is endemisch in de centrale en westelijke Andes van Colombia.